# فرانكو فيغيروا
فرانكو فيغيروا (بالإسبانية: Franco Figueroa)‏ (30 ديسمبر 1989 في الأرجنتين - ) هو لاعب كرة قدم أرجنتيني في مركز الهجوم. لعب مع نادي شمال كارولاينا.

## وصلات خارجية
- فرانكو فيغيروا على موقع قاعدة بيانات كرة القدم.إي يو (الإنجليزية)
- فرانكو فيغيروا على موقع Soccerway.com (الإنجليزية)